# António I del Congo
António I Vita a Nkanga (o Mvita a Nkanga; 1617 – 29 ottobre 1665) è stato un Manikongo del Regno di Kongo che ha governato dal 1661 fino alla sua sconfitta e morte nella battaglia di Mbwila, il 29 ottobre 1665.
Fu eletto dopo la morte del re Garcia II e, come lui, perseguì una politica estera fortemente incentrata sull'allontanamento delle forze coloniali portoghesi dalla sua regione.

## Politiche anti portoghesi
Dal 1620, Kongo e Portogallo erano in uno stato di guerra quasi costante, con gli unici intervalli che si verificavano dopo le vittorie decisive dei BaKongo. Dopo quasi 30 anni di declino di fronte alle vittorie militari dei BaKongo, degli Ambundu e degli olandesi, i portoghesi avevano ripreso il loro possedimento coloniale a Luanda, stabilendo al contempo una tenue pace con i loro vecchi nemici. Sentendosi minacciato dal ritorno del Portogallo sul confine meridionale del Kongo, António I cercò di rinnovare la guerra del Kongo contro i portoghesi con una nuova alleanza simile a quella della battaglia di Kitombo. Non potendo contare sull'assistenza degli olandesi, inviò emissari in Spagna, ma non riuscì a ottenere un'alleanza. Contattò anche gli alleati Mbundu del Kongo a Matamba e nei regni semi-indipendenti di Dembos e Mbwila.
Il 22 dicembre 1663, Alfonso VI del Portogallo ordinò a Vidal Negreiros di prendere il controllo delle miniere di rame del Kongo, di sfruttare i giacimenti e di inviare il minerale via nave a Lisbona. António I di Kongo risponde negando l'esistenza delle miniere e proclamando di "non essere in alcun modo debitore del re del Portogallo". 
Vidal Negreiros preparò il suo esercito alla battaglia contro Antonio I scontrandosi effettivamente a Mbwila, lungo il fiume Ulanga.

## La morte nella battaglia di Mbwila
I portoghesi erano venuti a conoscenza di questi piani e avanzavano pretese di sovranità anche sul piccolo regno di Mbwila. Quando scoppiò una disputa di successione tra il re di Mbwila (sostenuto da Kongo) e sua zia (sostenuta dal Portogallo), i rivali si presentarono entrambi con gli eserciti per risolvere la disputa nella battaglia di Mbwila, dove i BaKongo subirono la loro peggiore sconfitta militare. La battaglia causò la morte di centinaia di persone, tra cui il re António che aveva guidato un contingente di 400 spadaccini. Re António I fu decapitato durante o poco dopo la battaglia (la sua testa fu sepolta con gli onori reali dai portoghesi), mentre la sua corona e il suo scettro furono portati in Portogallo come trofei.

## Le conseguenze
Re António morì senza eredi. Molti degli uomini che avrebbero potuto prendere il suo posto morirono o furono catturati durante la battaglia, compreso il figlio di sette anni. La Casa regnante dei Kinlaza e la Casa avversaria dei Kimpanzu si contesero furiosamente il trono, provocando una devastante guerra civile. Il periodo di massimo splendore del Regno di Kongo era finito e ci sarebbero voluti quarant'anni per riunire il regno.